# Лихачёвский сельсовет (Московская область)
Лихачёвский сельсовет — упразднённая административно-территориальная единица, существовавшая на территории Московской губернии и Московской области до 1954 года.
Лихачёвский сельсовет был образован в первые годы советской власти. По данным 1921 года он входил в состав Ульяновской волости Московского уезда Московской губернии.
В 1924 году из Лихачёвского с/с был выделен Петровско-Лобановский сельсовет.
В 1926 году из Лихачёвского с/с был выделен Старбеевский с/с.
По данным 1926 года в состав сельсовета входили село Лихачёво, деревни Гнилуша и Терехово.
В 1929 году Лихачёвский с/с был отнесён к Коммунистическому району Московского округа Московской области.
27 февраля 1935 года Лихачёвский с/с был передан в Мытищинский район.
13 мая 1935 года селение Терехово было передано из Лихачёвского с/с в Петровско-Лобановский с/с Красногорского района.
4 января 1939 года Лихачёвский с/с был передан в Краснополянский район.
14 июня 1954 года Лихачёвский с/с был упразднён. При этом его территория была передана в Котовский с/с.